# Rzechta Drużbińska
Rzechta Drużbińska [pronunciación en polaco: /ˈʐɛxta druʐˈbiɲska/] es una aldea en el distrito administrativo de Gmina Zadzim, dentro del condado de Poddębice, Voivodato de Łódź, en el centro de Polonia. Se encuentra a unos 6 kilómetros al noroeste de Zadzim, a 15 kilómetros al suroeste de Poddębice, y a 46 kilómetros al oeste de la capital regional Łódź.